# Prostoskrzydłe Słowacji
Prostoskrzydłe Słowacji, ortopterofauna Słowacji – ogół taksonów owadów z rzędu prostoskrzydłych, których występowanie stwierdzono na terytorium Słowacji.
Do 2019 roku na Słowacji stwierdzono występowanie 129 gatunków prostoskrzydłych z 8 rodzin.

## Prostoskrzydłe długoczułkowe(Ensifera)

### Pasikoniki(Tettigonoidea)

#### Pasikonikowate(Tettigoniidae)
Na Słowacji stwierdzono 48 gatunków:

- Barbitistes constrictus – opaślik sosnowiec
- Barbitistes serricauda
- Bicolorana bicolor – podłatczyn dwubarwny
- Conocephalus dorsalis – miecznik łąkowy
- Conocephalus fuscus – miecznik ciemny
- Decticus verrucivorus – łatczyn brodawnik
- Gampsocleis glabra – stepówka nadnidziańska
- Isophya beybienkoi
- Isophya camptoxypha – zrówieńka karpacka
- Isophya costata
- Isophya fatrensis
- Isophya kraussi – zrówieńka Kraussa
- Isophya modesta
- Isophya modestior
- Isophya pienensis – zrówieńka pienińska
- Isophya posthumoidalis – zrówieńka wschodniokarpacka
- Isophya stysi
- Ephippiger ephippiger – siodlarka stepowa
- Leptophyes albovittata – wątlik prążkowany
- Leptophyes boscii
- Leptophyes discoidalis
- Leptophyes punctatissima – wątlik charłaj
- Meconema meridionale – nadrzewek południowy
- Meconema thallasinum – nadrzewek długoskrzydły
- Metrioptera brachyptera – podłatczyn krótkoskrzydły
- Montana montana – podłatczyn stepowy
- Pachytrachis gracilis
- Phaneroptera nana
- Phaneroptera falcata – długoskrzydlak sierposz
- Pholidoptera aptera – podkrzewin bezskrzydły
- Pholidoptera fallax
- Pholidoptera rivaldszkyi
- Pholidoptera griseoaptera – podkrzewin transylwański
- Pholidoptera transsylvanica – podkrzewin szary
- Platycleis affinis
- Platycleis grisea – podłatczyn szary
- Poecilimon fussii
- Poecilimon intermedius
- Poecilimon schmidtii – pstrokaczek górski
- Polysarcus denticauda – grubosz bezskrzydły
- Rhacocleis germanica
- Roeseliana roeselii – podłatczyn Roesela
- Ruspolia nitidula – pasikonik stożkogłowy
- Saga pedo – niezdarka dziewica
- Tesselana veyseli
- Tettigonia cantans – pasikonik śpiewający
- Tettigonia caudata – pasikonik długopokładełkowy
- Tettigonia viridissima – pasikonik zielony

### Świerszcze(Grylloidea)

#### Mrowiszczakowate(Myrmecophilidae)
Na Słowacji stwierdzono tylko 1 gatunek:
- Myrmecophilus acervorum – mrowiszczak mrówkomirek

#### Śpieszkowate(Rhaphidophoridae)
Na Słowacji stwierdzono tylko 1 gatunek:
- Diestrammena asynamora – śpieszek cieplarniany

#### Świerszczowate(Gryllidae)
Na Słowacji stwierdzono 7 gatunków:
- Acheta domesticus – świerszcz domowy
- Eumodicogryllus bordigalensis – świerszcz południowy
- Gryllus campestris – świerszcz polny
- Melanogryllus desertus
- Modicogryllus frontalis – świerszczyk szary
- Nemobius sylvestris – piechotek leśny
- Oecanthus pellucens – nakwietnik trębacz
- Pteronemobius heydenii – piechotek błotny

#### Turkuciowate(Gryllotalpidae)
Na Słowacji stwierdzono tylko 1 gatunek:
- Gryllotalpa gryllotalpa – turkuć podjadek

## Prostoskrzydłe krótkoczułkowe(Caelifera)

### Skakunowate(Tetrigidae)
Na Słowacji stwierdzono 8 gatunków:
- Tetrix bipunctata – skakun dwuplamek
- Tetrix bolivari
- Tetrix ceperoi
- Tetrix fuliginosa – skakun boreoalpejski
- Tetrix subulata – skakun szydłówka
- Tetrix tenuicornis – skakun cienkoczułki
- Tetrix tuerki
- Tetrix undulata – skakun fałdowany

### Szarańczowate(Acrididae)
Na Słowacji stwierdzono 60 gatunków:

- Acrida ungarica
- Acrotylus insubricus
- Acrotylus longipes
- Aiolopus strepens
- Aiolopus thalassinus – sinica nadbrzeżna
- Anacridium aegyptium – szarańcza egipska
- Arcyptera microptera – napierśnica krótkoskrzydła
- Calliptamus barbarus
- Calliptamus italicus – nadobnik włoski
- Capraiuscola ebneri – mirka bieszczadzka
- Celes variabilis
- Chorthippus albomarginatus – konik wszędobylski
- Chorthippus apricarius – konik ciepluszek
- Chorthippus biguttulus – konik pospolity
- Chorthippus brunneus – konik brunatny
- Chorthippus dichrous
- Chorthippus dorsatus – konik osiodłany
- Chorthippus mollis – konik sucholubny
- Chorthippus oschei
- Chorthippus pullus – konik ciemny
- Chorthippus smardai
- Chorthippus vagans – konik leśny
- Chrysochraon dispar – złotawek nieparek
- Dociostaurus brevicollis
- Epacromius coerulipes
- Euchorthippus declivus
- Euchorthippus pulvinatus
- Euthystira brachyptera – złotawiec krótkoskrzydły
- Gomphocerippus rufus – mułek buławkowaty
- Locusta migratoria – szarańcza wędrowna
- Mecostethus parapleurus – naboczeń bagienny
- Miramella alpina – mirka alpejska
- Myrmeleotettix antennatus
- Myrmeleotettix maculatus – pałkowiak plamisty
- Odontopodisma decipiens
- Odontopodisma rubripes
- Oedaleus decorus
- Oedipoda caerulescens – siwoszek błękitny
- Omocestus haemorrhoidalis – skoczek szary
- Omocestus petraeus
- Omocestus rufipes – skoczek zmienny
- Omocestus viridulus – skoczek zielony
- Paracaloptenus caloptenoides
- Pezotettix giornae
- Podisma pedestris – bezskrzydlak pieszy
- Pseudochorthippus montanus – konik długopokładełkowy
- Pseudochorthippus parallelus – konik wąsacz
- Pseudochorthippus tatrae
- Pseudopodisma nagyi
- Pseudopodisma transilvanica
- Psophus stridulus – trajkotka czerwona
- Sphingonotus caerulans – przewężek błękitny, przewężek niebieskawy
- Stauroderus scalaris – kózka ciemnoskrzydła
- Stenobothrus crassipes
- Stenobothrus eurasius
- Stenobothrus fischeri
- Stenobothrus lineatus – dołczan wysmukły
- Stenobothrus nigromaculatus – dołczan czarnoplamy
- Stenobothrus stigmaticus – dołczan deresz
- Stethophyma grossum – napierśnik torfowiskowy

### Tridactylidae
Na Słowacji stwierdzono dwa gatunki:
- Xya pfaendleri
- Xya variegata